# Lyon
Lyon ou Lião (em francês: Lyon) é a terceira maior cidade da França. Está localizada na parte central do leste do país na confluência dos rios Ródano e Saône, a cerca de 470 km a sul de Paris, 320 km ao norte de Marselha e 55 km a leste de Saint-Étienne. Os habitantes da cidade são chamados de lioneses, em francês lyonnais.
Lyon tinha uma população de 518.635 habitantes em 2018. É a capital da Metrópole de Lyon e da região de Auvergne-Rhône-Alpes. A área metropolitana de Lyon tinha uma população de 2.265.375 habitantes, a segunda maior área urbana da França. 
A cidade é conhecida por sua gastronomia e marcos históricos e arquitetônicos; parte dela é registrada como Patrimônio Mundial pela UNESCO. Lyon era historicamente uma área importante para a produção e tecelagem da seda. A cidade desempenhou um papel significativo na história do cinema: é onde Auguste e Louis Lumière inventaram o cinematógrafo. Também é conhecida pelo seu festival de luz, o Fête des Lumières, que começa a cada 8 de dezembro e dura quatro dias, o que fez com que a cidade ganhasse o apelido de "Capital das Luzes".
Economicamente, Lyon é um importante centro financeiro, bem como para as indústrias química, farmacêutica e biotecnológica. A cidade contém uma importante indústria de software com foco especial em videogames e, nos últimos anos, promoveu um crescente setor de startups local. A cidade é sede da sede internacional da Interpol, da Euronews e da Agência Internacional de Pesquisa em Câncer. Em 2014, Lyon ficou em 19º nível mundial e segundo na França pela inovação. Ela ficou em segundo lugar na França e 39º na classificação das Cidades Mais Habitáveis do Mundo em 2015.

## Nomes
O nome da cidade tem origem no termo galo-romano Lugudunum, que se refere a deidade celta Lugo. Este deu origem ao termo Lyon e a sua versão portuguesa Lião, defendida por Ivo Xavier Fernandes e por Rebelo Gonçalves. Ainda, anota-se antigamente o uso do nome Leão de França, assim dito de maneira a contrastar com Leão de Espanha.

## História

### Antiguidade

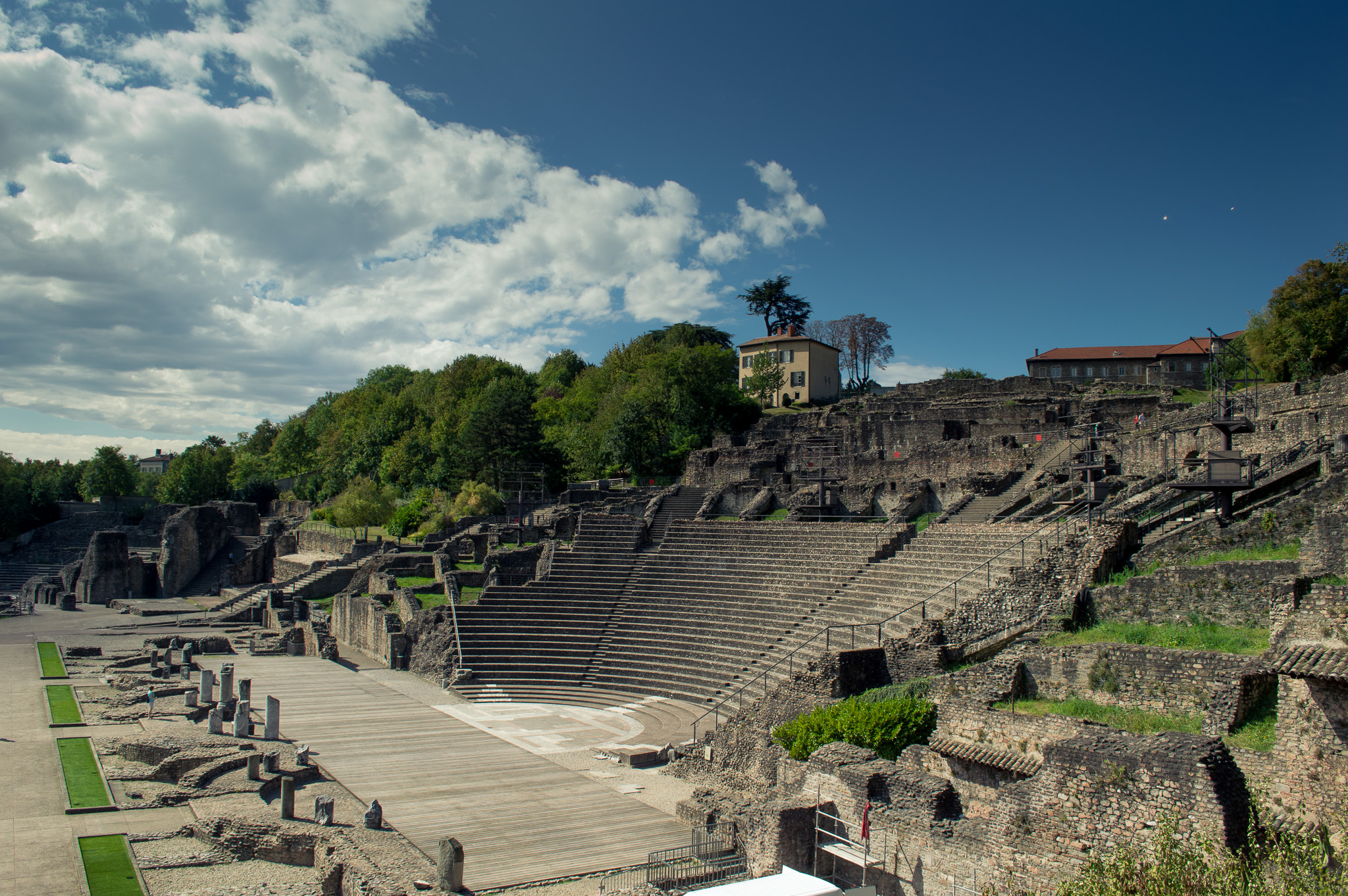
Antigo teatro romano em Fourvière

Lyon foi fundada sobre a colina Fourvière como uma colônia romana em 43 a.C. por Munatius Plancus, um tenente de Júlio César, num assentamento de uma colina gaulesa chamada Lug [o] dunon, do deus celta Lugus ("Luz", do velho irlandês Lugh, irlandês moderno Lú) e dúnon ("colina" ou "forte"). Lyon foi primeiramente denominada Lugduno significado de "monte de luzes" ou "o monte de corvos". Lug foi igualado pelos romanos a Mercúrio.[carece de fontes?]
Agripa reconheceu que a posição de Lyon na rota natural do norte para o sudeste da França tornou uma natural via a esta cidade e a fez o ponto de encontro das principais estradas de toda Gália romana. Ela então se tornou a capital da Gália, em parte graças à sua localização conveniente na convergência dos dois rios navegáveis, e rapidamente se tornou a principal cidade de Gália. Dois imperadores nasceram nesta cidade: Cláudio e Caracala. Hoje, o arcebispo de Lyon ainda é referido como "le Primat des Gaules" a cidade e muitas vezes referida como a "capital des Gaules".[carece de fontes?]
Os cristãos em Lyon foram perseguidos por causa da sua religião sob os reinados dos vários imperadores romanos, mais notadamente Marco Aurélio e Septímio Severo. Santos locais a partir deste período incluem Blandina, Potino e Epipódio, entre outros. O grande bispo cristão de Lyon, no século II foi Ireneu de Lyon, que em janeiro de 2022 foi proclamado Doutor da Igreja (Doctor unitatis) pelo Papa Francisco. Borgonheses refugiados da destruição de Worms pelos Hunos, em 437 foram reinstalados pelo comandante militar do Oeste, Flávio Aécio, em Lyon, que foi formalmente a capital do novo reino borgonhês em 461.[carece de fontes?]

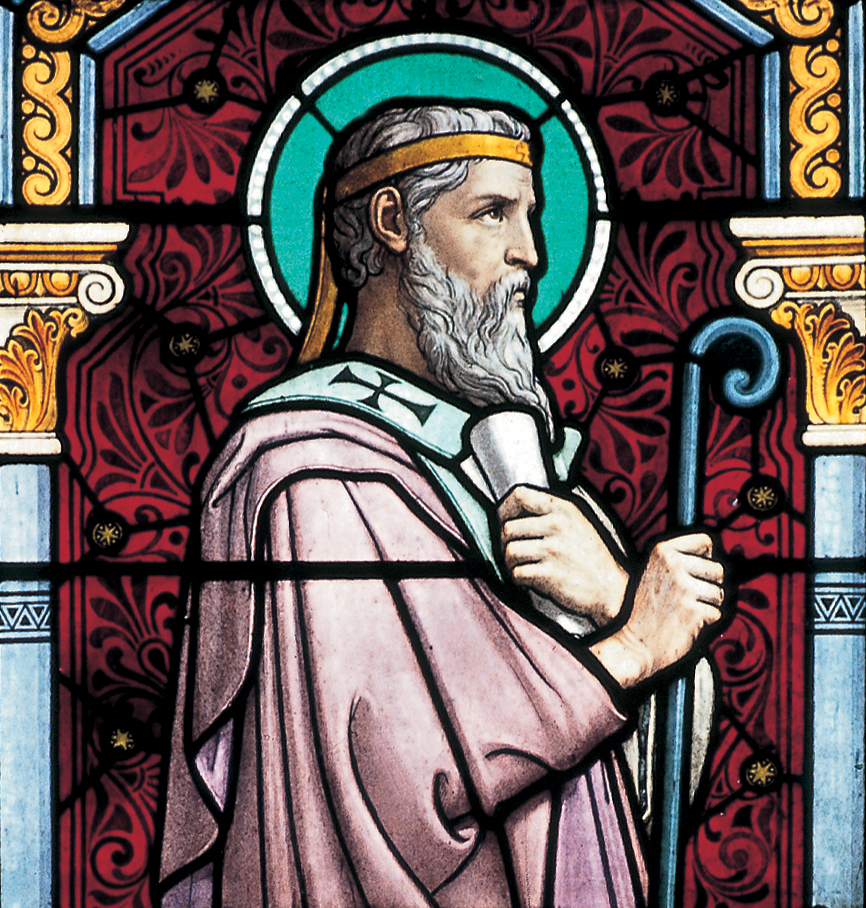
Vitral na Igreja de Santo Irineu, Bispo de Lugduno na Gália (atual Lyon, na França)

Em 843, pelo Tratado de Verdun, Lyon, com o território além do Saône, foi para Lotário I, e mais tarde tornou-se uma parte do reino de Arles. Lyon só tornou-se parter do Reino de França no século XIV.[carece de fontes?]

### Era contemporânea

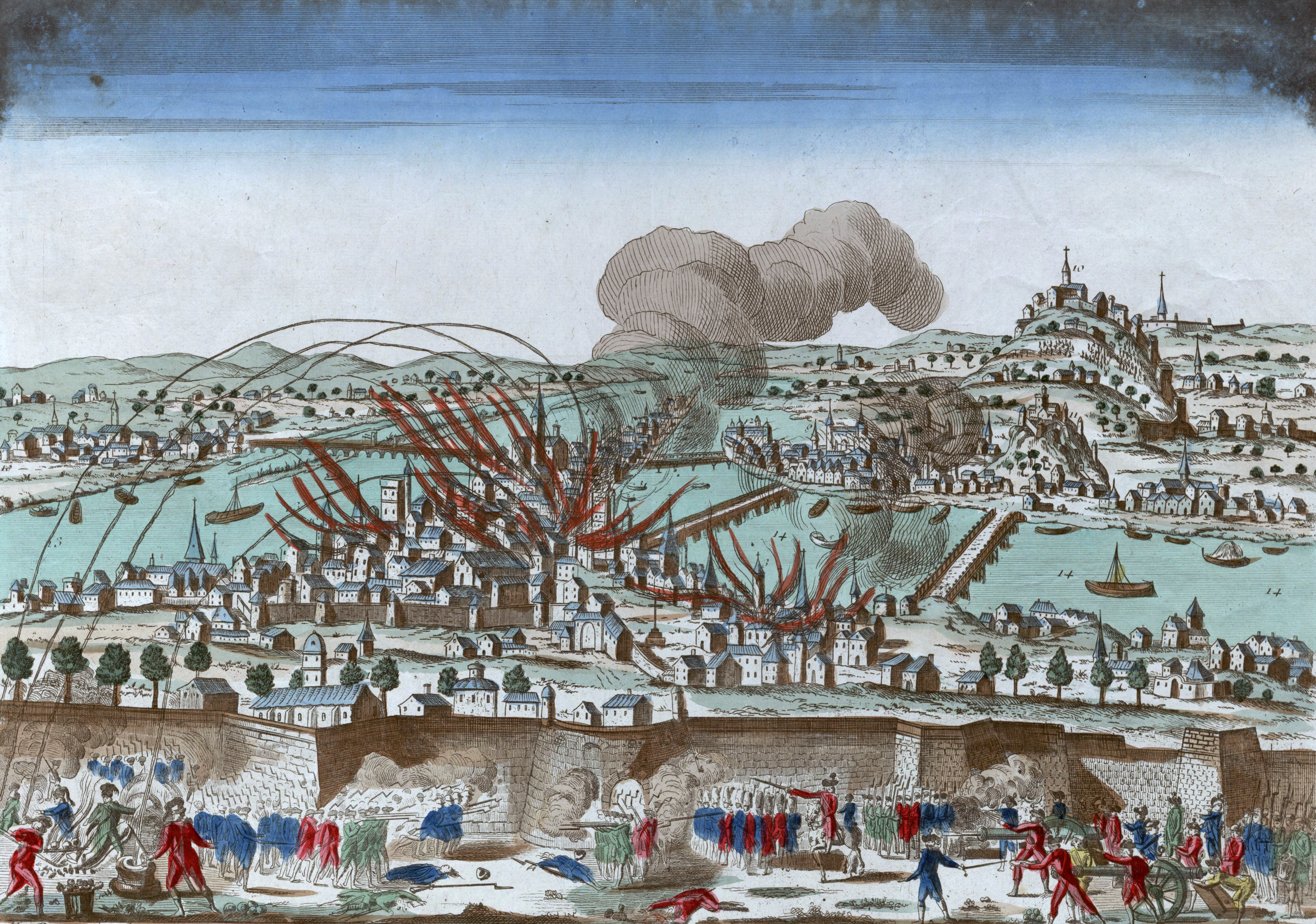
Lyon durante um cerco em 1793

Fernand Braudel observou que historiadores de Lyon não estão suficientemente conscientes da bipolaridade entre Paris e Lyon, que é uma estrutura em constante desenvolvimento francês nos finais da Idade Média para a Revolução Industrial. As feiras em Lyon, a invenção do mercado italiano, tornaram o countinghouse econômico da França no final dos século XV. Quando o banco internacional se mudou para Gênova e, em seguida, Amesterdão, Lyon simplesmente se tornou o centro bancário da França e seu novo bourse (tesouraria), construído em 1749, e ainda um bazar público semelhante onde contas eram liquidadas ao ar livre. Durante o Renascimento, a cidade desenvolveu com o comércio da seda, especialmente com a Itália, a influência italiana sob a arquitetura de Lyon ainda pode ser vista. Graças ao comércio da seda, Lyon se tornou uma importante cidade industrial no século XIX.[carece de fontes?]
Durante a Revolução Francesa, Lyon opôs-se à Convenção e apoiou os girondinos. Em 1793, a cidade esteve sob cerco durante mais de dois meses, agredido pelo exército revolucionário, antes de finalmente se render. Mais de duas mil pessoas[carece de fontes?] foram executadas e vários edifícios foram destruídos, especialmente em torno da Place Bellecour. Uma década mais tarde, o próprio Napoleão ordenou a reconstrução de todos os edifícios demolidos durante este período.[carece de fontes?]
Os trabalhadores da seda de Lyon, conhecidos como canuts, encenaram dois grandes levantes: em 1831 e 1834. A revolta de 1831 viu uma das primeiras utilizações registradas da cor preta como um símbolo de protesto. A primeira ferrovia funicular do mundo foi construída entre Lyon e La Croix-Rousse, em 1862.[carece de fontes?]
Lyon foi um centro de forças de ocupação alemã, e também um reduto de resistência durante a Segunda Guerra Mundial, e agora a cidade é sede de um museu da resistência. Os traboules, ou passagens secretas, através das casas permitiu à população local fugir da Gestapo. Foi nessa cidade também que nasceu Allan Kardec o codificador do Espiritismo.[carece de fontes?]

## Geografia

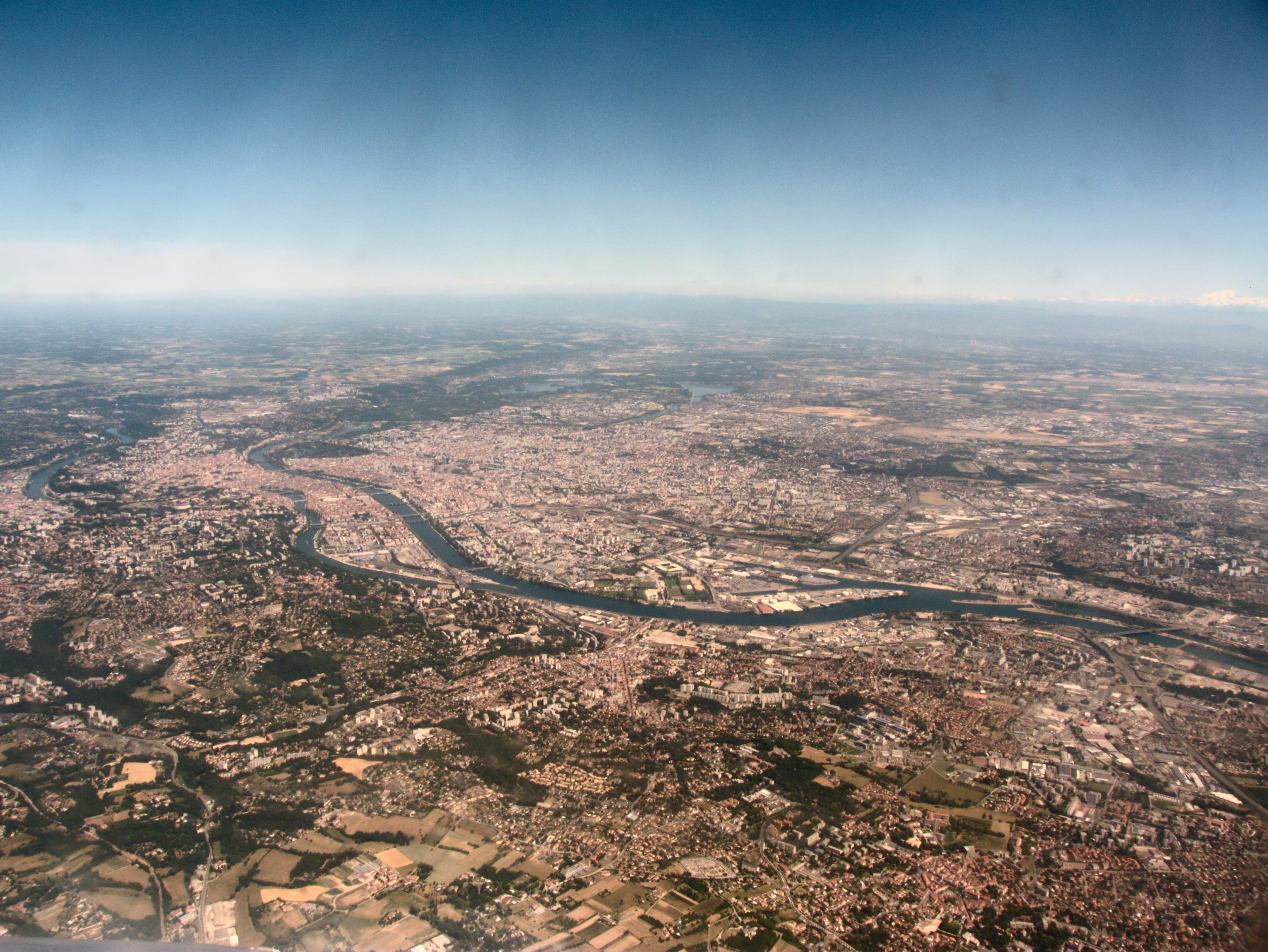
Vista aérea de Lyon

Situada na junção dos rios Ródano e Saône, a cidade é dominada por duas colinas, Fourvière e Croix-Rousse, separadas pelo Saône. No século XIX, Jules Michelet atribuiu as designações de "colina que reza" a Fourvière, por abrigar a basílica de Notre-Dame de Fourvière, vários conventos e o sede do bispado, e de "colina que trabalha" a Croix-Rousse, onde morava a maioria dos operários que trabalhavam na tecelagem (particularmente da seda), indústria principal da cidade nessa época. Podemos incluir uma terceira colina, mais recente: La Duchère a nordeste da cidade, que se encontra actualmente em reestruturação.
Podem encontrar-se nos bairros do Vieux Lyon e da Croix-Rousse várias passagens no interior dos prédios, chamados traboules que permitem passar de uma rua a outra. Na península entre os dois rios encontra-se a praça Bellecour, uma das maiores praças pedestres da Europa, no centro da qual se destaca a estátua equestre de Luís XIV. A cidade estende-se ainda ao longo da margem esquerda do Ródano em direcção ao Dauphiné. Para lá do Ródano, a Este, estende-se a planície urbanizada segundo um plano ortogonal nos bairros de Brotteaux e de Part-Dieu.

### Clima
| Meses                               | Jan  | Fev  | Mar  | Abr  | Mai  | Jun  | Jul  | Ago  | Set  | Out  | Nov  | Dez  | Ano   |
| ----------------------------------- | ---- | ---- | ---- | ---- | ---- | ---- | ---- | ---- | ---- | ---- | ---- | ---- | ----- |
| Temperaturas minimas médias (°C)    | -0,4 | 1,0  | 2,8  | 5,5  | 9,3  | 12,6 | 15,0 | 14,4 | 11,7 | 8,2  | 3,4  | 0,4  | 7,0   |
| Temperaturas médias (°C)            | 2,6  | 4,5  | 7,2  | 10,3 | 14,3 | 17,9 | 20,8 | 20,0 | 17,1 | 12,5 | 6,7  | 3,2  | 11,4  |
| Temperaturas maximas médias (°C)    | 5,7  | 8,1  | 11,6 | 15,2 | 19,4 | 23,2 | 26,6 | 25,6 | 22,4 | 16,8 | 10,1 | 5,9  | 15,9  |
| Médias mensais de precipitação (mm) | 54,1 | 54,5 | 62,9 | 67,8 | 86,0 | 76,6 | 60,6 | 76,7 | 75,2 | 79,5 | 71,4 | 59,2 | 68,73 |

## Demografia
A população da cidade de Lyon propriamente dita era 520 mil no censo de janeiro de 2020, 14% dos quais nasceram fora da França metropolitana.

## Política

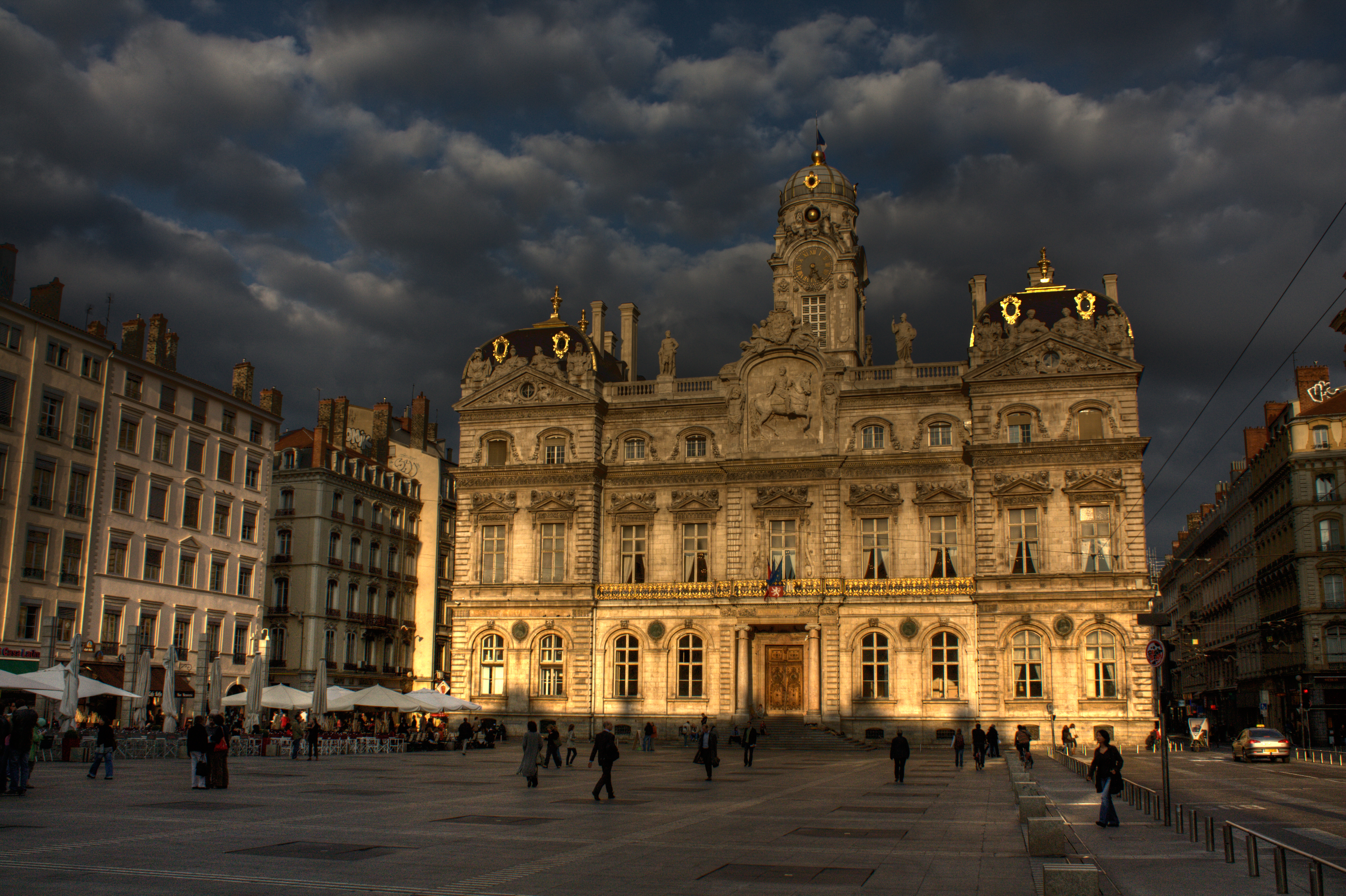
Prefeitura de Lyon

### Cidades-irmãs
As cidades-irmãs de Lyon são:
- São Paulo, Brasil
- Goiânia, Brasil
- Curitiba, Brasil
- Bersebá, Israel
- Birmingham, Reino Unido
- Cantão, China
- Milão, Itália
- Beirute, Líbano
- Saint Louis, Estados Unidos
- Filadélfia, Estados Unidos
- Francoforte, Alemanha
- Lípsia, Alemanha
- Iocoama, Japão
- Cutáissi, Geórgia
- Erevã, Armênia
- Łódź, Polônia
- Montreal, Canadá
- Gotemburgo, Suécia
- Pécs, Hungria
- Craiova, Romênia
- Varna, Bulgária
- Muntinlupa, Filipinas
- São Petersburgo, Rússia

## Economia

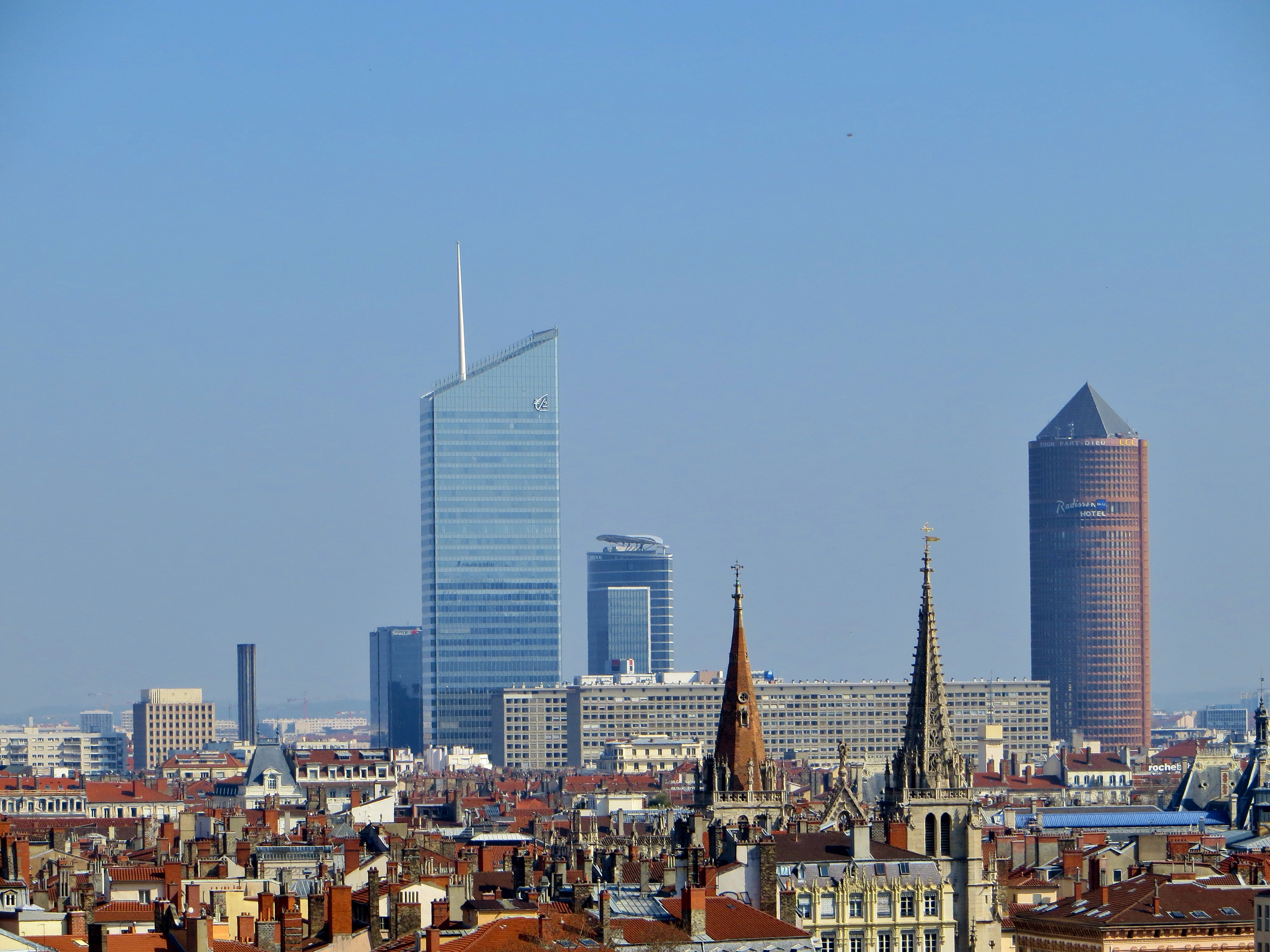
La Part-Dieu, o centro financeiro de Lyon

O produto interno bruto (PIB) de Lyon foi de 74 bilhões de euros em 2012 e é a segunda cidade mais rica da França, depois de Paris. Lyon e sua região Rhône-Alpes representam uma das economias mais importantes da Europa e, segundo a Universidade de Loughborough, podem ser comparadas com a Filadélfia, Mumbai ou Atenas em relação à sua posição internacional.
A cidade de Lyon está trabalhando em parceria para permitir a criação de novas indústrias de alta tecnologia, como biotecnologia, desenvolvimento de software, videogames (Arkane Studios, Ivory Tower, Eden Games, EA France, Bandai Namco Entertainment Europe) e serviços de internet também estão crescendo. Outros setores importantes incluem pesquisa e tecnologia médica, instituições sem fins lucrativos e universidades. Lyon é o lar do laboratório P4-Inserm-ean Merieux que realiza pesquisa de vacinas de alto nível.
A cidade é sede da sede de muitas grandes empresas, como Groupe SEB, Sanofi, Renault Trucks, Norbert Dentressangle, Le Crédit Lyonnais, Merial, BioMérieux, Iveco Bus, Compagnie Nationale du Rhône, Boiron, Babolat, Euronews, Aeroportos de Lyon, LVL Medical e agências intergovernamentais, como Agência Internacional de Pesquisa em Câncer e a Interpol. A especialização de alguns setores de atividades levou à criação de muitos dos principais centros de negócios: La Part-Dieu, localizado no 3º arrondissement, é o segundo maior centro financeiro do país após La Défense, em Paris, com mais de 1.600.000 m² de espaços de escritórios e serviços e mais de 55 mil empregados.

## Infraestrutura

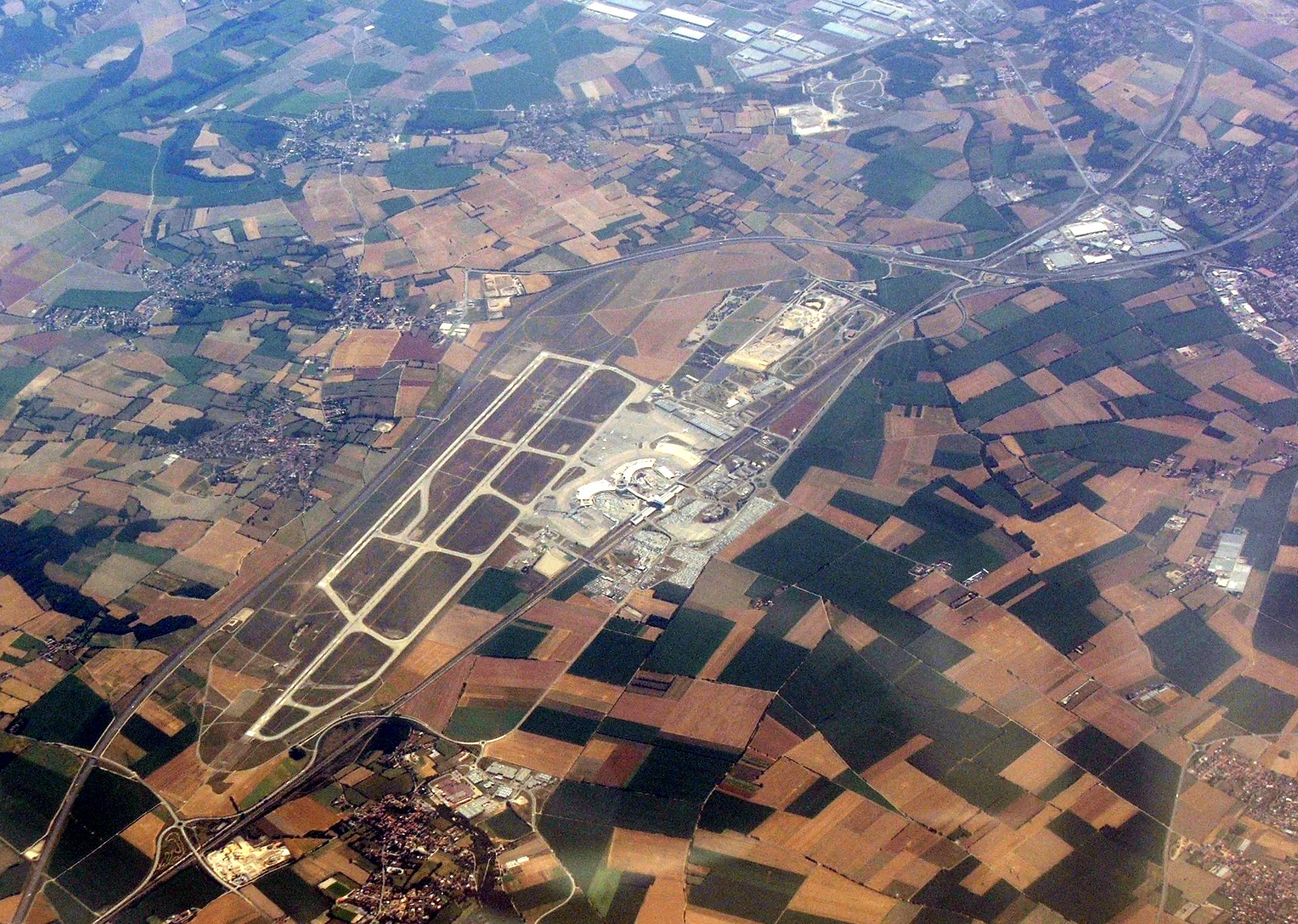
Aeroporto de Lyon-Saint-Exupéry

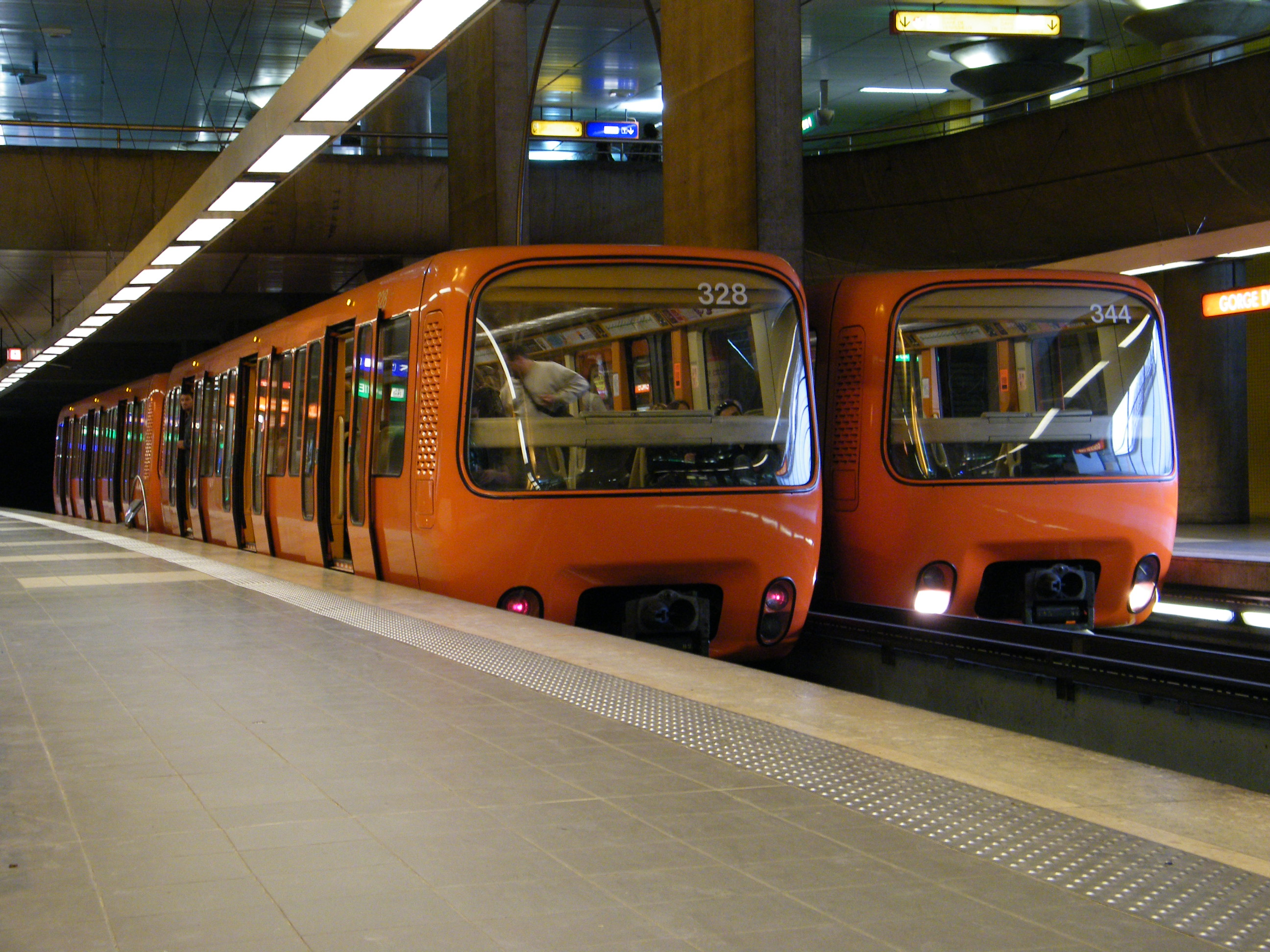
Metrô de Lyon

### Transportes
O Saint-Exupéry International Airport está situado a 20 km (12 milhas) ao leste de Lyon, e serve como uma base para voos regionais e internacionais. Ele também está diretamente ligado à rede de TGV com a sua própria estação Gare de Lyon Saint-Exupéry. O Aéroport de Lyon-Bron é um pequeno aeroporto local a leste do centro da cidade. É reservado para os negócios.[carece de fontes?]
Lyon está ligada ao norte (Lille, Paris, Bruxelas, e no futuro Amesterdão) e ao sul (Marselha, Montpellier, e no futuro Barcelona), pelo TGV. Foi a primeira cidade a ser ligado a Paris pelo TGV em 1981.[carece de fontes?]
Lyon tem duas grandes estações ferroviárias: Lyon Part-Dieu, que foi construído para acomodar o TGV e se tornou a principal estação ferroviária de comboios extra-regionais; e Lyon Perrache, que é uma antiga estação que agora serve essencialmente serviços ferroviários regionais. Na prática, muitos comboios, incluindo TGVs, servem ambas estações. Pequenas estações ferroviárias incluem Gorge Loup, Vaise, Vénissieux, e St-Paul.[carece de fontes?]
A cidade fica no coração de uma densa rede de estradas e está localizada no ponto de encontro de várias rodovias: A6 (para Paris), A7 (de Marselha), A42 (de Genebra), A43 (em Grenoble). A cidade também é servida pela A46.[carece de fontes?]
Lyon é servido pela Organização Eurolines de autocarros interurbanos. Seu terminal está localizado na estação ferroviária da cidade de Perrache, que serve como uma plataforma intermodal de transporte que também inclui eléctricos, comboios e autocarros locais e regionais, a estação terminal de metro linha A, o serviço de bicicletas Vélo'v, táxis, e de alta velocidade dos comboios TGV.[carece de fontes?]

## Cultura

### Patrimônio mundial
O centro histórico de Lyon foi designado Património Mundial pela UNESCO em 1998. Na sua designação, a UNESCO citou o "testemunho excepcional da continuidade do assentamento urbano há mais de dois milênios em um local de grande importância comercial e estratégica". As regiões específicas que compõem o centro histórico incluem o distrito romano e Fourvière, o bairro renascentista (Vieux Lyon), o distrito da seda (encostas de Croix-Rousse) e a Presqu'île, que apresenta arquitetura do século XII aos tempos modernos. Tanto o Vieux Lyon como as encostas de Croix-Rousse são conhecidos por suas passagens estreitas (denominadas traboules) que passam por edifícios e ligam ruas de cada lado. Acredita-se que os primeiros exemplos de traboules tenham sido construídos em Lyon no século IV.

### Esportes
Lyon é o lar do clube de futebol Olympique Lyonnais (OL), cuja equipe masculina joga na Ligue 1 e ganhou o campeonato dessa competição sete vezes, todos consecutivamente, de 2002 a 2008). O OL jogou até dezembro de 2015 no Stade de Gerland, de 43.400 lugares, que também recebeu partidas da Copa do Mundo FIFA de 1998. Desde 2016, a equipe joga no Parc Olympique Lyonnais, um estádio de 59 mil lugares localizado no subúrbio oriental de Décines-Charpieu.

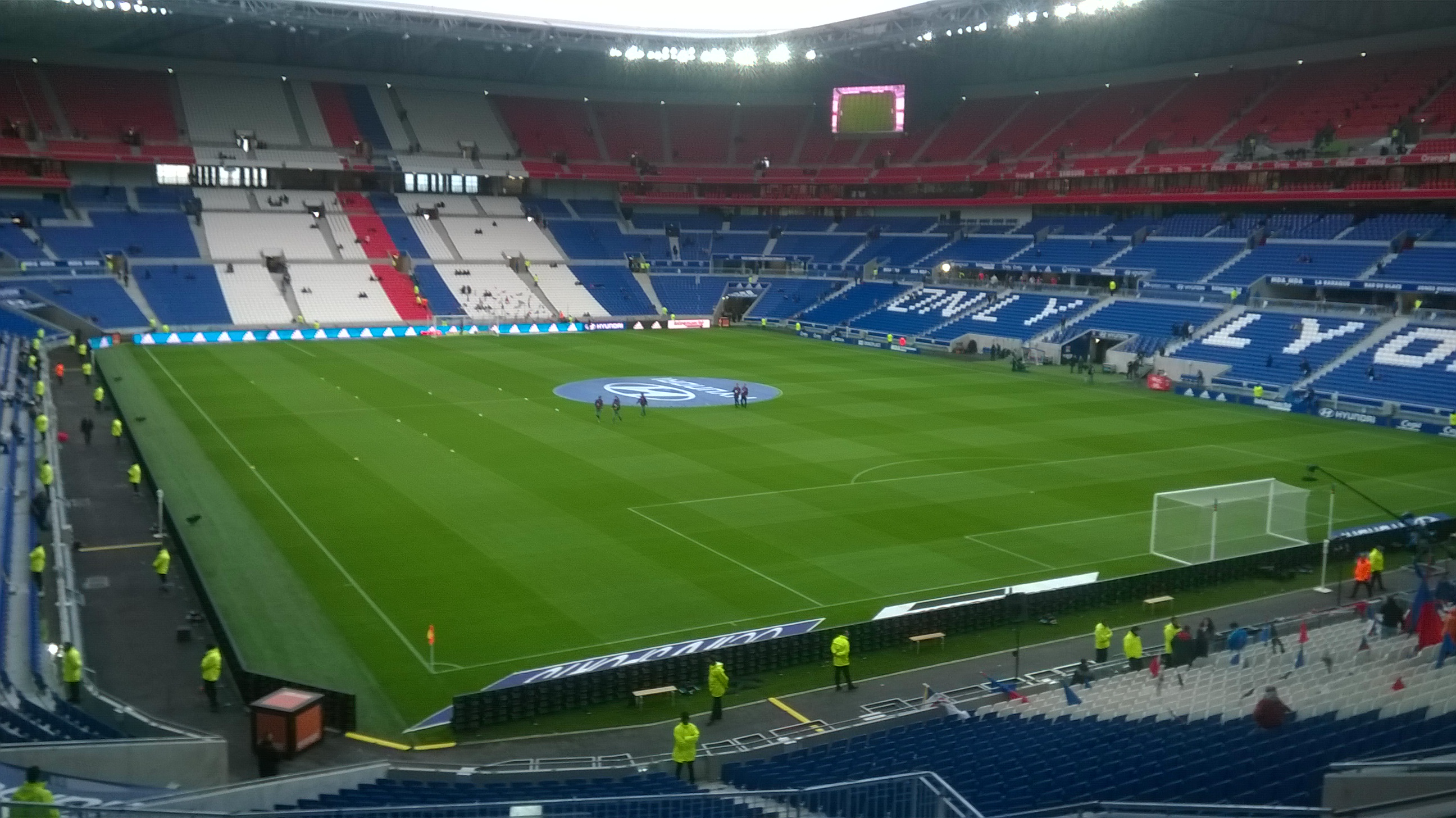
Parc Olympique Lyonnais

Lyon tem uma equipe de rugby, Lyon OU, no Top 14, que se mudou para o Stade de Gerland em tempo integral na temporada 2017/18. Além disso, a cidade tem um time de rugby league chamado Lyon Villeurbanne, que joga no Campeonato Francês da Rugby League. A casa do clube é o Stade Georges Lyvet em Villeurbanne.
Lyon também abriga o Lyon Hockey Club, uma equipe de hóquei no gelo que compete na liga nacional da França. O Patinoire Charlemagne é a sede do Club des Sports de Glace de Lyon, o clube dos campeões olímpicos de dança do gelo Marina Anissina e Gwendal Peizerat e dos campeões mundiais Isabelle Delobel e Olivier Shoenfelder. Villeurbanne também tem uma equipe de basquete, a ASVEL, que joga na arena Astroballe.